# Corapipo
Corapipo là một chi chim trong họ Pipridae.